# Palacio de Justicia (Viena)
El Palacio de [la] Justicia (en alemán: Justizpalast), en Viena, es la sede de la Corte Suprema de Justicia de Austria y de otras instituciones jurídicas a nivel nacional y regional, y uno de los principales monumentos neorrenacentistas de la capital austríaca. Construido en el siglo xix, está ubicado al oeste de la avenida Ringstraße (‘Anillo de Viena’), en el céntrico distrito de Innere Stadt, entre Schmerlingplatz y la calle de los Museos (Museumstraße). Al norte del Palacio se encuentra el edificio del Parlamento de Austria y al sureste se extiende el Museumsquartier (‘distrito de los Museos’).
El Palacio de Justicia alberga las sedes de las siguientes instituciones:
- A nivel nacional: el Tribunal Supremo (Oberster Gerichtshof) y la Procuraduría General (Generalprokuratur). Antaño, el Ministerio de Justicia de Austria también se radicaba en el edificio, pero este fue trasladado al Palacio Trautson.
- A nivel regional: el Tribunal Regional Superior de Viena (Oberlandesgericht Wien), la Fiscalía Superior de Viena (Oberstaatsanwaltschaft Wien) y el Tribunal Regional de Viena para Asuntos Civiles (Landesgericht für Zivilrechtssachen Wien)

El edificio es famoso por su salón de actos con su pomposa escalinata abalaustrada, cuya prolongación óptica conduce a la monumental estatua de Justicia, realizada en mármol. Entre los arcos que conforman las paredes a ambos lados del vestíbulo se hallan incrustados los escudos de las antiguas tierras de la corona austríaca. La sala, considerada la «joya del edificio», atrae anualmente a gran cantidad de visitantes nacionales y extranjeros, además de servir de escenario para actos festivos. El acontecimiento histórico más memorable del edificio fue su quema durante las tensiones sociales del período de entreguerras, que marcó un antes y un después en la historia de Austria.

## Historia

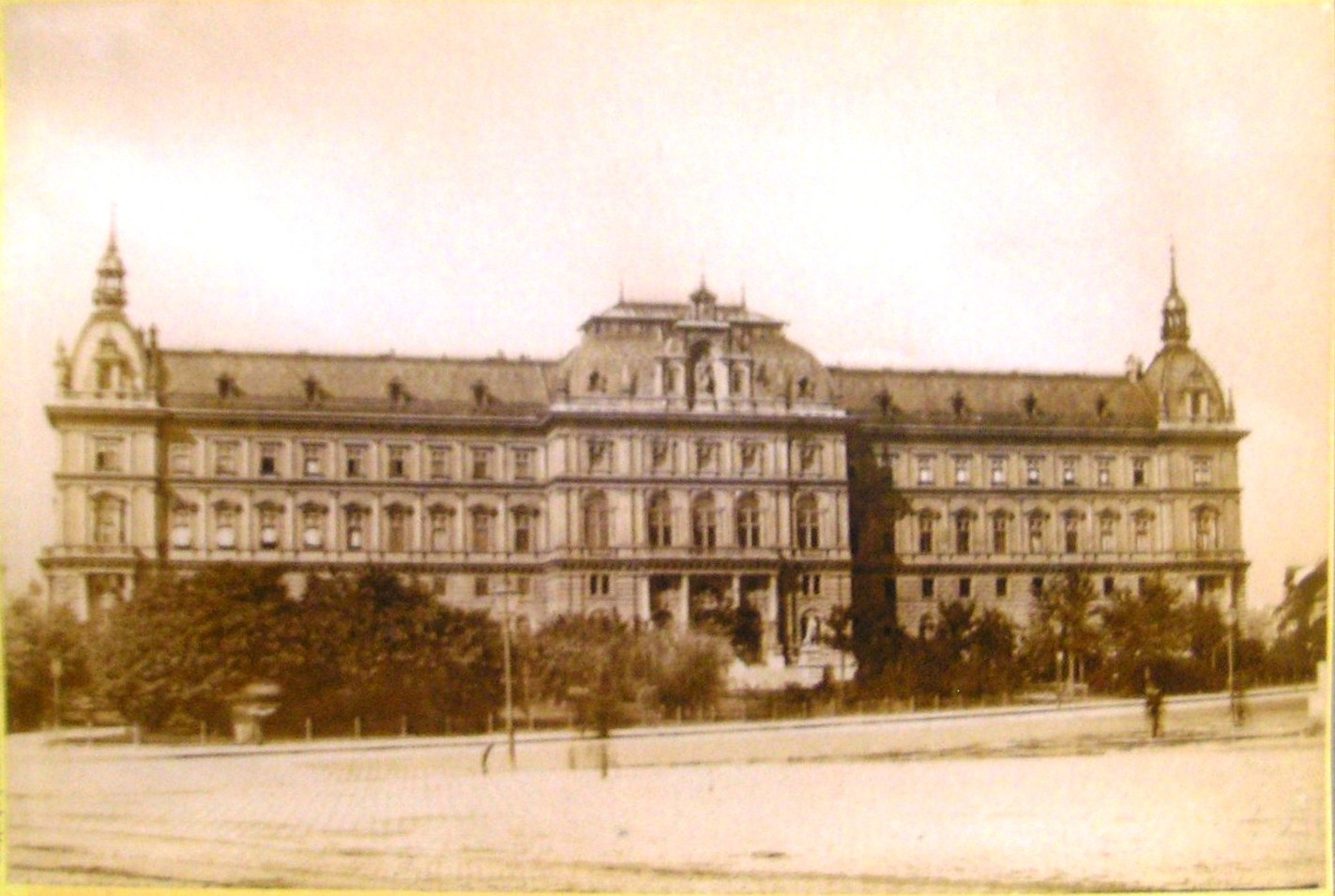
Postal del Justizpalast en 1880, poco antes de su inauguración.

El edificio, construido entre 1875 y 1881 por orden imperial (del 4 de septiembre de 1874), fue proyectado por el arquitecto historicista Alexander Wielemans con el fin de albergar la nueva Corte Suprema, establecida en el curso de las revoluciones de 1848 como una institución que simbolizaba el fin de la Restauración europea, además de reunir bajo el mismo techo los tribunales de la capital —y entonces Residenzstadt— Viena. Tanto la ceremonia de la primera piedra como la inauguración del edificio siete años después (el 22 de mayo de 1881) fueron presididas por el emperador Francisco José I. El coste total del proyecto alcanzó los 2,75 millones de gulden.
El 15 de julio de 1927, el palacio fue asaltado durante una violenta manifestación, después de que un jurado declarase inocentes a varios paramilitares nacionalistas, quienes en un enfrentamiento con miembros de la Liga de Defensa Republicana (en sí una formación paramilitar socialdemócrata) en el marco de las revueltas de julio, mataron a disparos a varias personas (incluido un niño de ocho años). Una fuerza policial intentó cerrar el paso a los manifestantes, empujándolos con fuerza hacia la Schmerlingplatz, acción durante la cual se produjeron disparos contra la multitud. Algunos manifestantes irrumpieron en la planta baja del edificio y empezaron a destruir la mobiliaria y los archivos allí guardados, y, pasadas las doce y media de la mañana, el edificio fue incendiado. Durante los intentos de extinguir el fuego, los bomberos fueron agredidos por un grupo de manifestantes, sus mangueras cortadas y los hidrantes rotos o bloqueados. Debido a estas acciones, el fuego se propagó por todo el edificio, y solo se pudo controlar a primeras horas de la mañana siguiente. En total, los disturbios se saldaron con 5 agentes de policía y 84 manifestantes muertos y con el edificio gravemente dañado. El incendio del Palacio de la Justicia tuvo gran repercusión social en toda Europa y es considerado un acontecimiento clave en la historia reciente de Austria, el principio de un proceso que culminaría en una corta pero decisiva guerra civil en 1934, que pondría fin a la Primera República austríaca e instauraría un gobierno de corte fascista.
La reconstrucción del Palacio se llevó a cabo entre 1929 y 1931 de la mano de los arquitectos Alfred Keller y Heinrich Ried, con algunas modificaciones importantes de la fachada al estilo historicista tardío, realce de la decoración monumental del vestíbulo y la construcción de una planta adicional. El diseño elegido fue criticado por arquitectos modernistas como Josef Frank y Josef Hoffmann, quienes consideraban más acertada la apuesta por elementos modernistas correspondientes a la época. No obstante, en un momento en el que los nacionalismos, en alza, no solo favorecían el romanticismo sino se volvían cada vez más hostiles al modernismo, estas opiniones no fueron bien recibidas. El mismo Josef Frank, quien era judío, tuvo que emigrar a Suecia un año después, con los nazis ya en el gobierno de la vecina Alemania.
En 1945, tras la victoria aliada en la Segunda Guerra Mundial, el edificio pasó a alojar además de las instituciones jurídicas del gobierno socialista de Karl Renner también a la Comandancia Interaliada de Viena, que en 1953 se trasladaría a la sede de la Comisión Aliada para Austria en la Casa de la Industria. Durante este período, el traspaso mensual de mando entre las potencias ocupantes y la revisión matutina de las llamadas «patrullas interaliadas» (patrullas diarias que se realizaban por soldados de las cuatro potencias compartiendo un vehículo), tenían lugar en la Schmerlingplatz, frente al Palacio de Justicia.

### SigloXXI
A principios de 2007, se realizó la última ampliación y modernización del edificio, que incluía medidas estéticas, mejoras estructurales y técnicas, y reparaciones de la infraestructura y los servicios del edificio. El proyecto abarcaba la construcción de dos escaleras adicionales, un rediseño integral del sistema de protección contra incendios, y acceso para discapacitados a todas las áreas del edificio. Ese año se construyó una planta adicional realizada en acero y madera, de unos 6200 m², invisible desde la calle, que se convirtió en el nuevo ático del edificio. Esta planta alberga la nueva y moderna biblioteca principal, de 790 m², construida en forma de puente que cruza el patio interno, con capacidad de 1000 metros lineales de espacio de almacenamiento de libros.
En abril del mismo año, tras la finalización de las obras, el Tribunal Regional de Asuntos Civiles de Viena, que antes había sido reubicado por falta de espacio, se trasladó de nuevo al Palacio de Justicia.

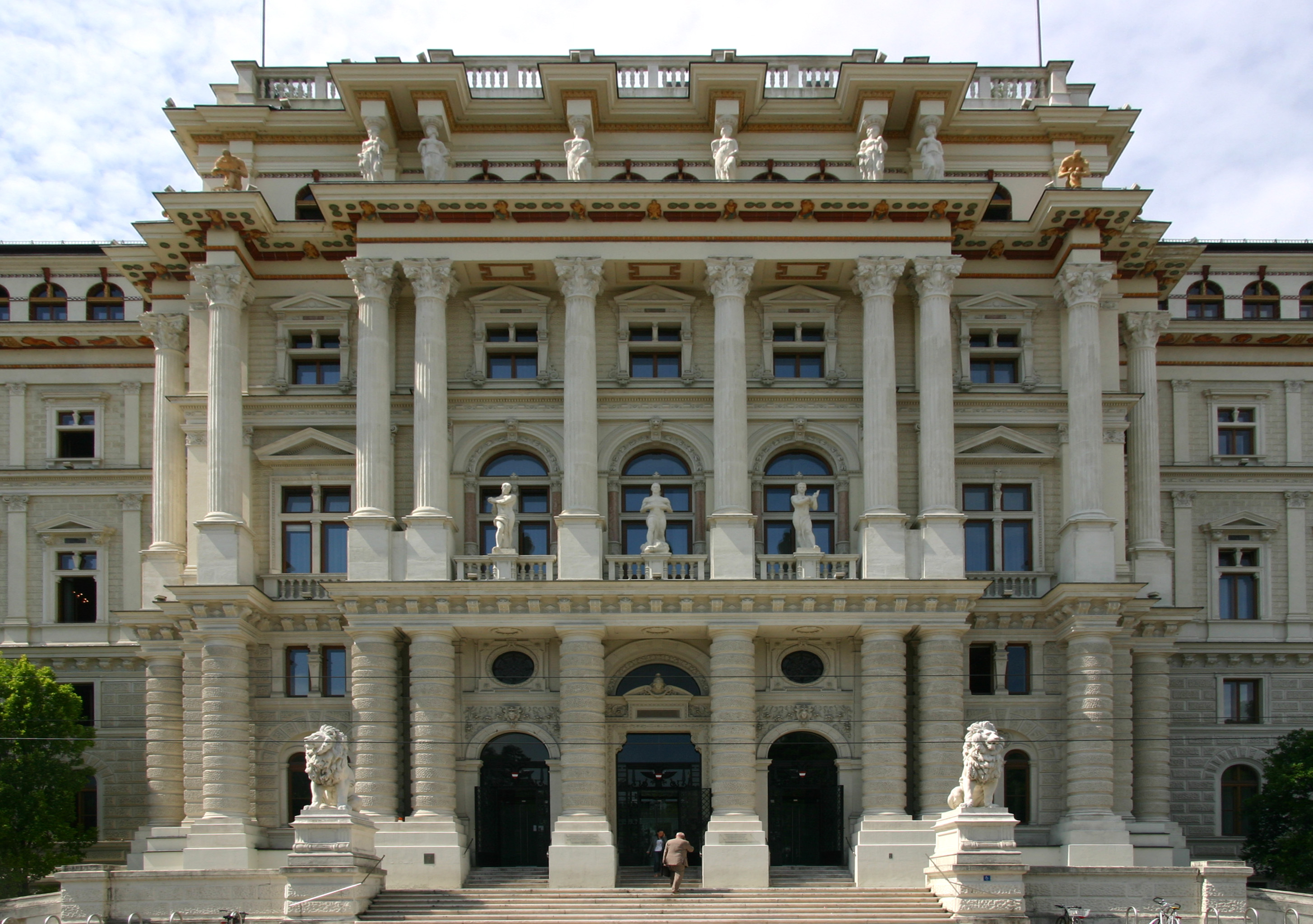
El Avant-corps en la fachada principal

## Arquitectura y diseño
El Palacio de Justicia es un edificio de planta rectangular de 110 x 82 metros, con dos patios interiores. Su fachada nororiental, donde se encuentra la entrada principal, incluye un Avant-corps que constituye el elemento arquitectónico exterior más notable de la estructura y que presenta tres niveles: el de entrada, el céntrico —correspondiente a dos plantas del edificio— y el superior, de media altura. Los techos de los primeros dos se apoyan sobre diez columnas cada uno levantadas sobre pedestales, cuatro de ellas geminadas y cuatro en posición retrasada. Las columnas a nivel de entrada son anilladas y no incluyen capiteles, mientras que las de la primera planta, que parecen una continuación de las mismas, son estriadas y con capiteles románicos.

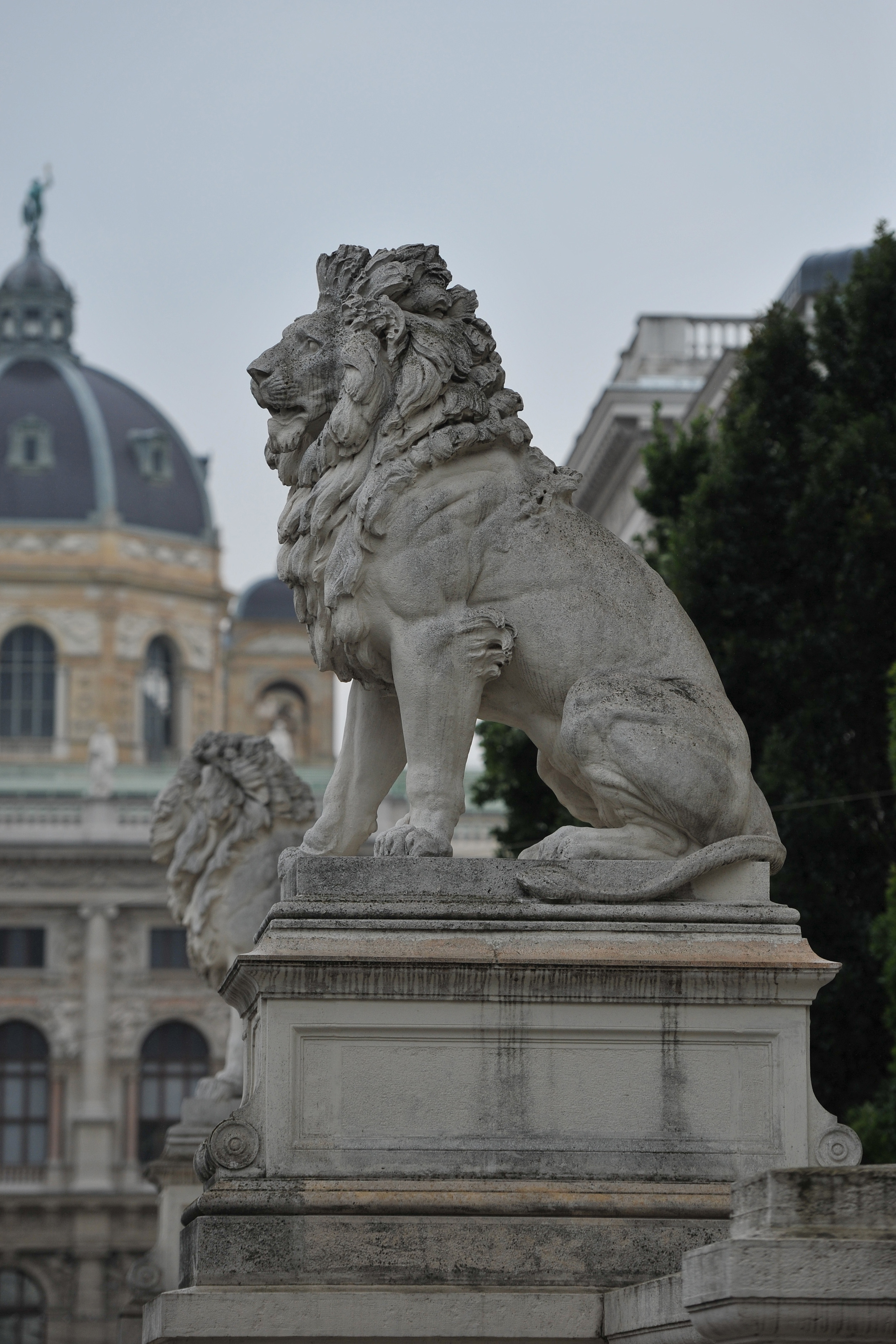
Uno de los leones a la entrada principal

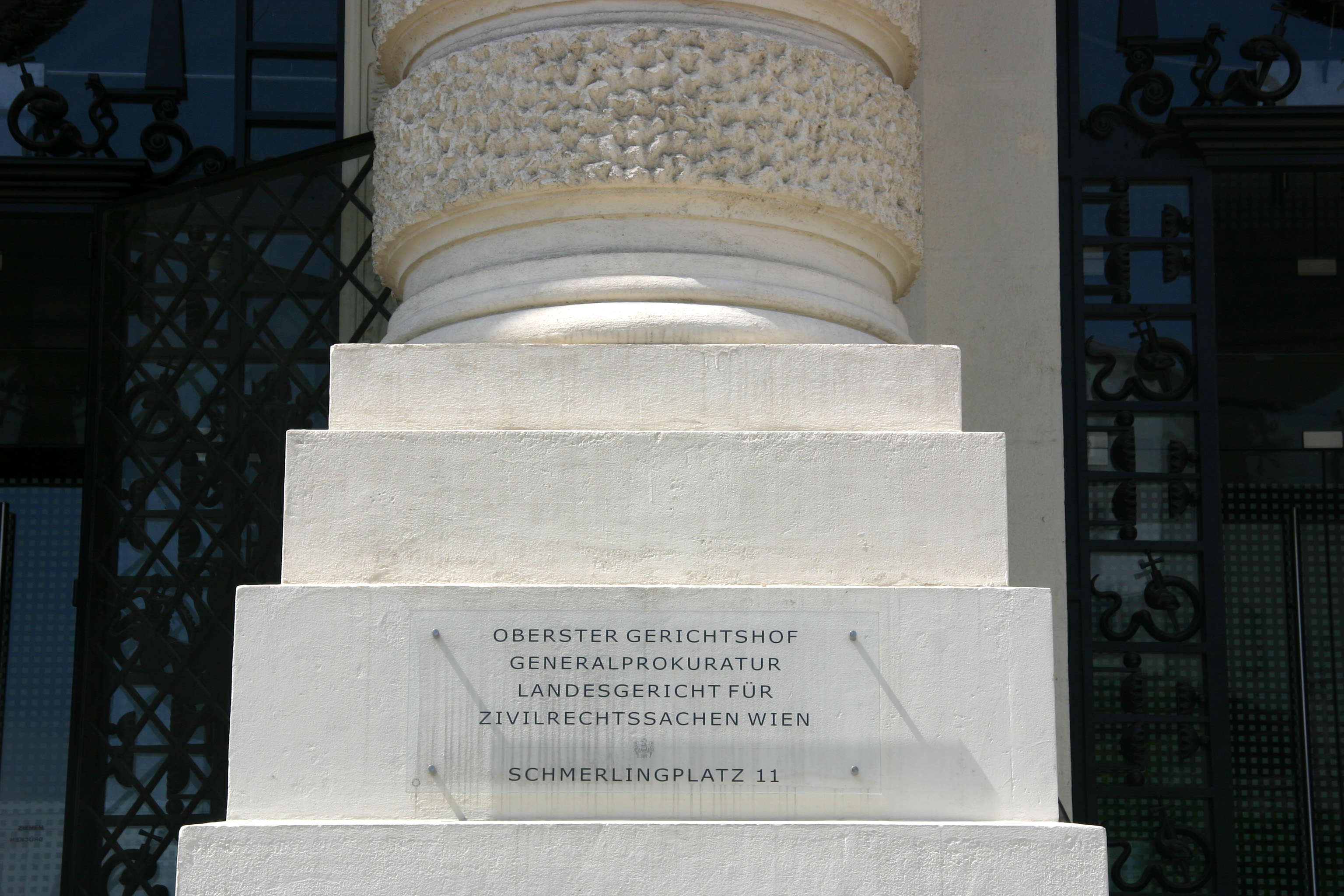

La entrada principal al edificio cuenta con una escalinata exterior de 14 metros de ancho, que discurre entre cuatro de las columnas anilladas antes de acceder al edificio a través de tres puertas clásicas de unos 5 metros de altura, dos de ellas de arco de medio punto. Por encima de las puertas destacan los rostros de mujer en relieve rodeados de grabados de racimos de uvas y otros. A ambos lados de la escalinata se hallan sentadas sobre grandes pedestales dos estatuas de león en tamaño real, mirando hacia el parque que se extiende frente al edificio.
La fachada, renovada a finales de los años 1990, se caracteriza por la fina elaboración de sus detalles, de alto valor artístico, incluyendo representaciones simbólicas de la justicia y el derecho en forma de balanzas y fasces (fasces lictoriae, símbolo de la autoridad que impartía justicia en la República romana). Entre las cuatro columnas céntricas del primer piso se observan tres figuras que parecen oradores romanos en posición de agradecimiento, en tanto que el piso superior cuenta con diez figuras en distintas posiciones, seis de ellas usadas como columnas propias (más por motivos decorativos que arquitectónicos). Todas las ventanas del Avant-corps, tanto arqueadas como de remate triangular, presentan relieves de cabeza de león y de cabeza de mujer. Este último es un motivo que se repite en la decoración interior y exterior del edificio, pudiendo hacer referencia a la mujer idealizada o a la misma diosa de la justicia.

### Interiores

#### Salón de actos

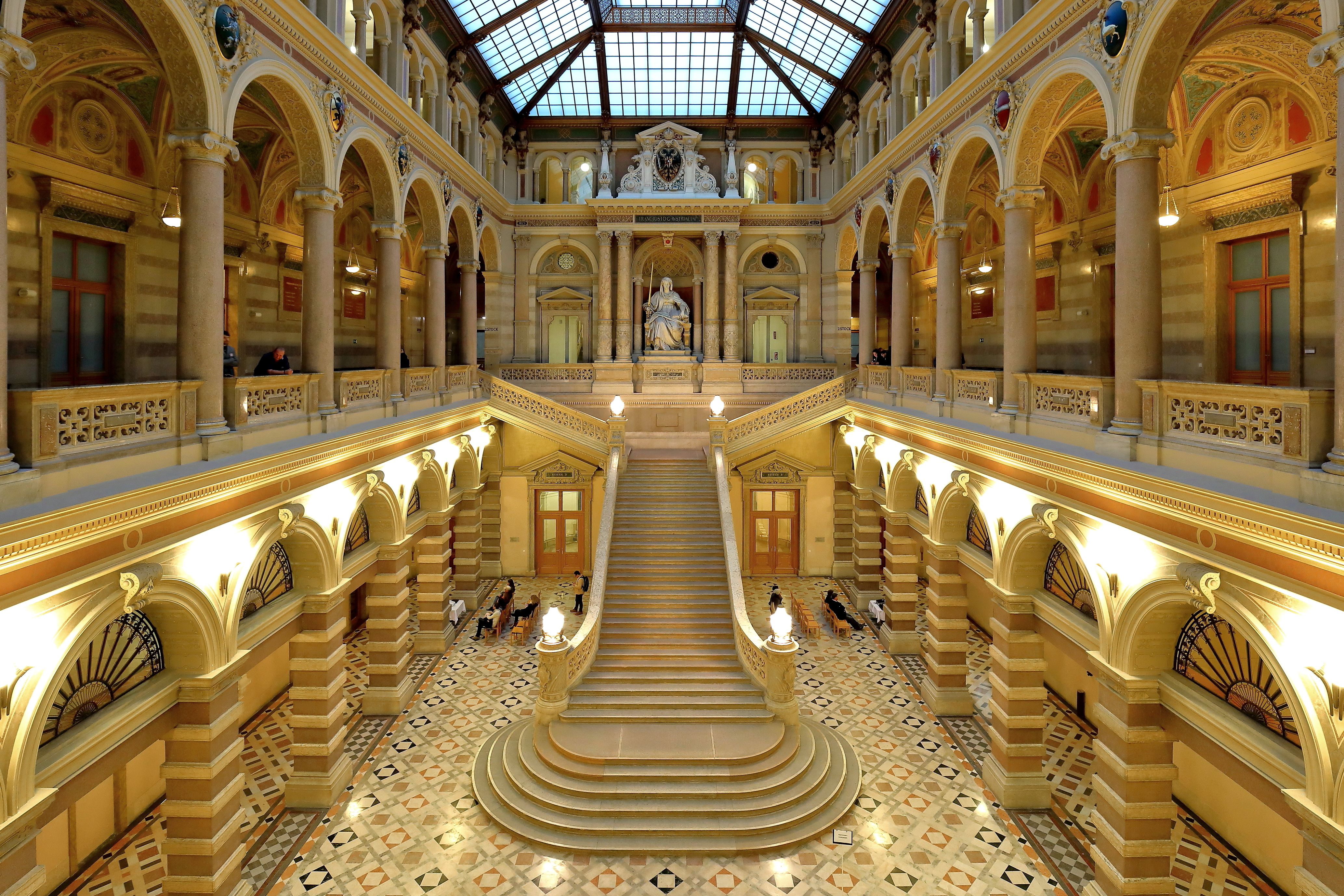
La escalinata del salón de actos

El espacio decorativo principal del Palacio consta de un gran vestíbulo de 31 x 15 metros, conocido como el ‘salón de actos’ (en alemán: Aula) o ‘corte de las arcadas’. Se trata de un extenso patio porticado de tres alturas, dos formadas por arcadas de mayor tamaño y la superior formada por pares de arcos más pequeños, separados por columnas en relieve rematadas con grandes bustos de mujer elaborados en gran detalle, y entre ellos paneles adornados. A una altura de 23 metro del suelo se extiende un techo de cristal a cuatro aguas, truncadas por una superficie conformada por cuatro grandes nichos cuadrados.
En el centro de la sala se encuentra la escalinata, bordeada por balaustradas ornamentadas, salvo la parte inferior, donde los peldaños se extienden en círculos cada vez mayores conforme se acerca al suelo. Frente a su extremo superior, en la segunda planta, está la famosa estatua de la diosa Justicia en posición sentada, asiendo con la mano derecha la dorada espada de la justicia y con la izquierda sujetando abierto el libro de leyes. La figura, tallada en mármol, se encuentra entronizada en una hornacina bordeada por dos pequeñas columnas con capiteles jónicos (a la altura de su cabeza) y dos pares de columnas más grandes con capiteles corintios, más adelantadas, con sus basas elaboradas con grabados de fitaria y heráldica. Estas cuatro columnas apoyan un arquitrabe con la inscripción latina «FRANC IOS I D G AVSTRIAE IMPERATOR» (lit: Francisco José I, emperador de Austria por la gracia de Dios) —la misma que aparece en el reverso de las monedas de oro acuñadas durante el reinado de este— y por encima, una representación majestuosa del escudo imperial austríaco con los símbolos de las casas de Habsburgo, Lorena y Austria, rodeado de elementos como la corona imperial, cabezas de león, bustos de mujer y adornos varios.
Al otro lado de la sala, en la parte superior de la pared que da a la salida, justo encima del arco principal del primer piso, hay un antiguo reloj de numeración romana flanqueado por dos sirenas de mármol con un martillo dorado en la mano, a punto de golpear sus respectivos gongs. El reloj está rematado con la cabeza de Crono (personificación del tiempo), cuya cara también aparece de perfil en las dos lunas doradas que miran hacia las sirenas. Muchas de las figuras esculpidas del Palacio, incluyendo las sirenas, la Justicia y los leones de la escalinata exterior son obras del escultor altoatesino (surtirolés) Emanuel Pendl.
Otro elemento destacado de la sala son los coloridos escudos de armas incrustados en las enjutas de los arcos del primer piso, en representación de los reinos y territorios que formaban parte del Consejo Imperial (Reichsrat) de la época, y que, por tanto, tenían a la Corte Suprema como tribunal de jurisdicción común.
  

Por su gran simbolismo, el salón de actos sirve de escenario para las fotos grupales oficiales de los miembros de los altos tribunales austríacos y vieneses, como la foto tradicional de los jueces del Tribunal Supremo. También es donde se suelen tomar fotos grupales de delegaciones diplomáticas en visita oficial a Viena.

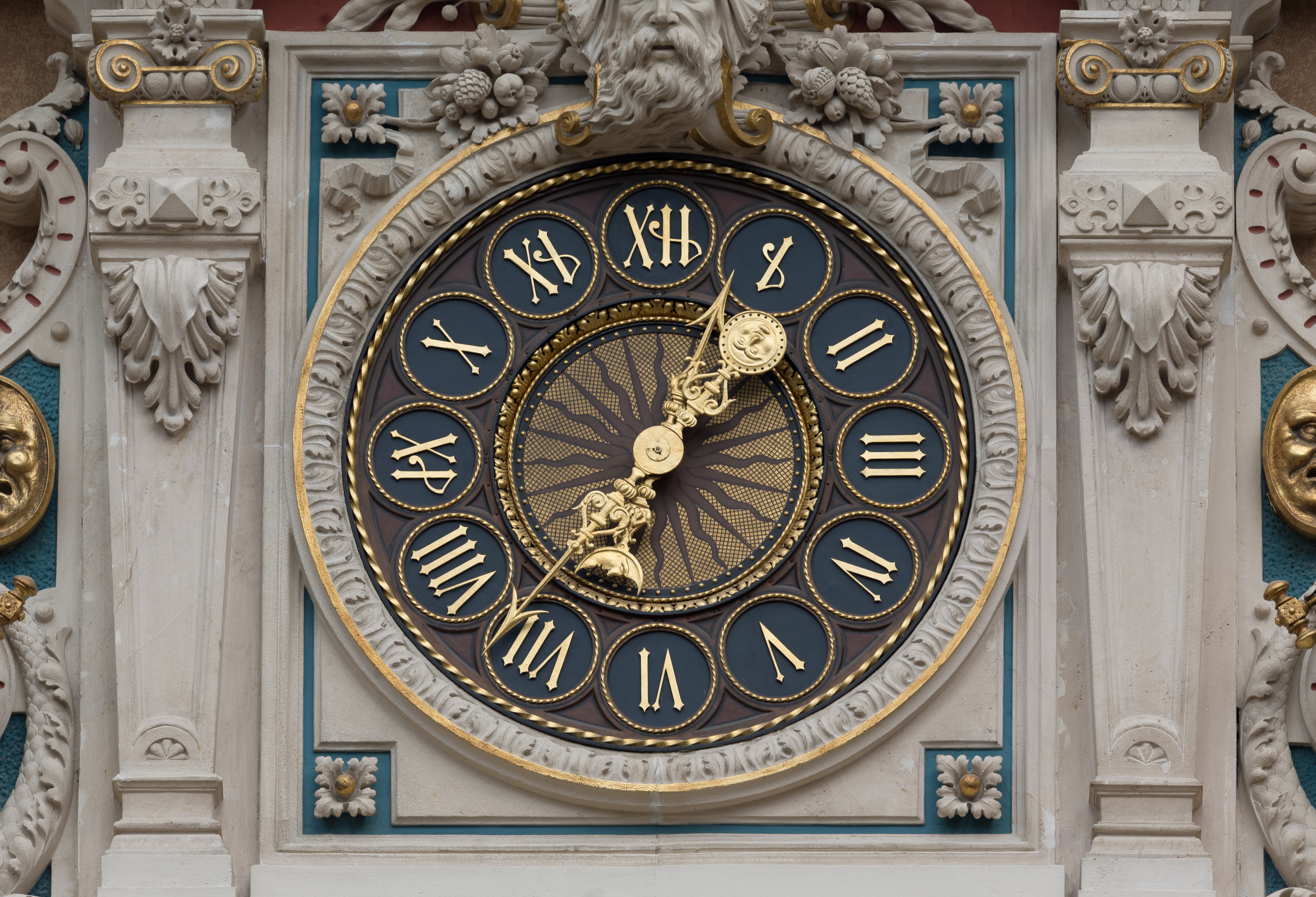
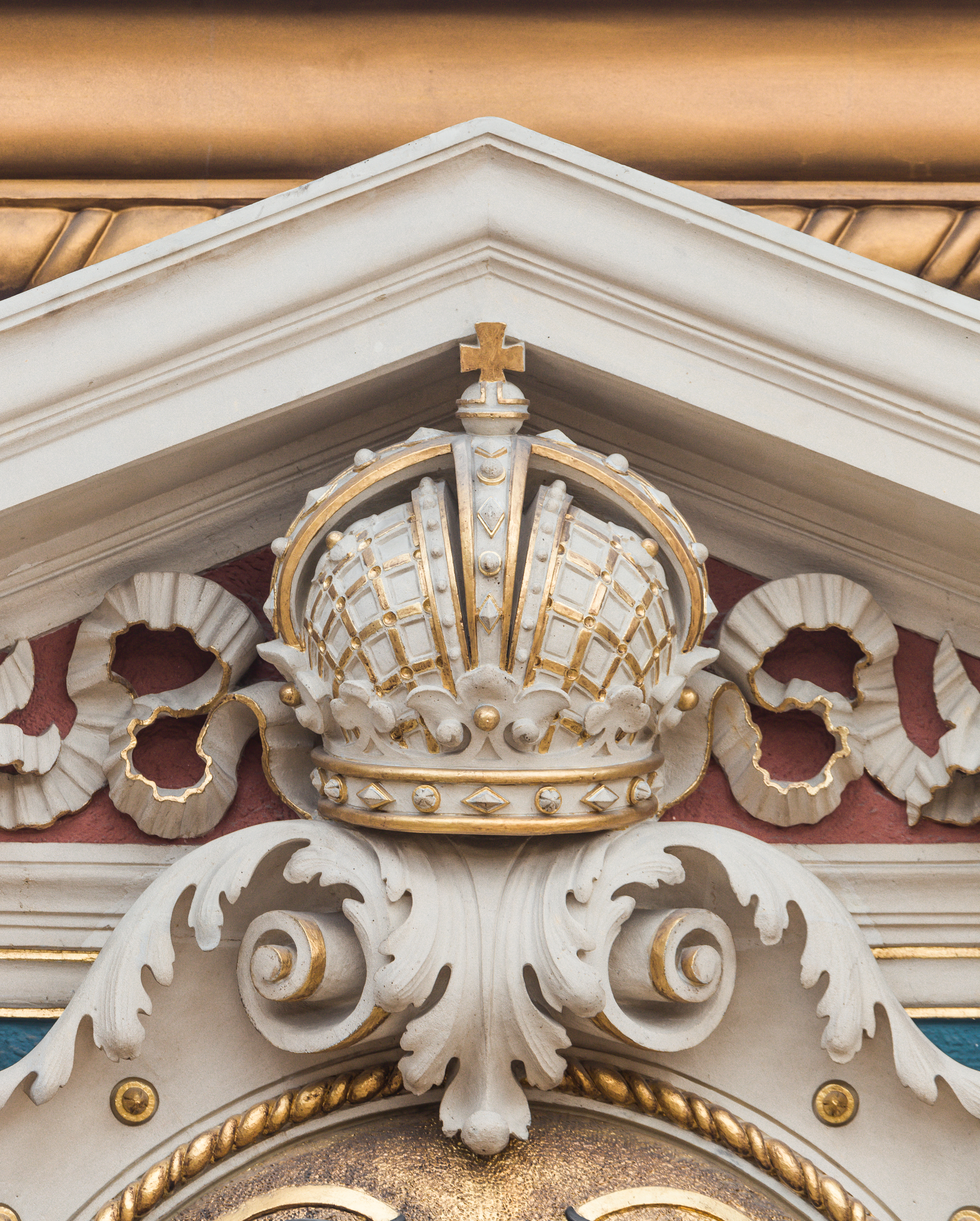
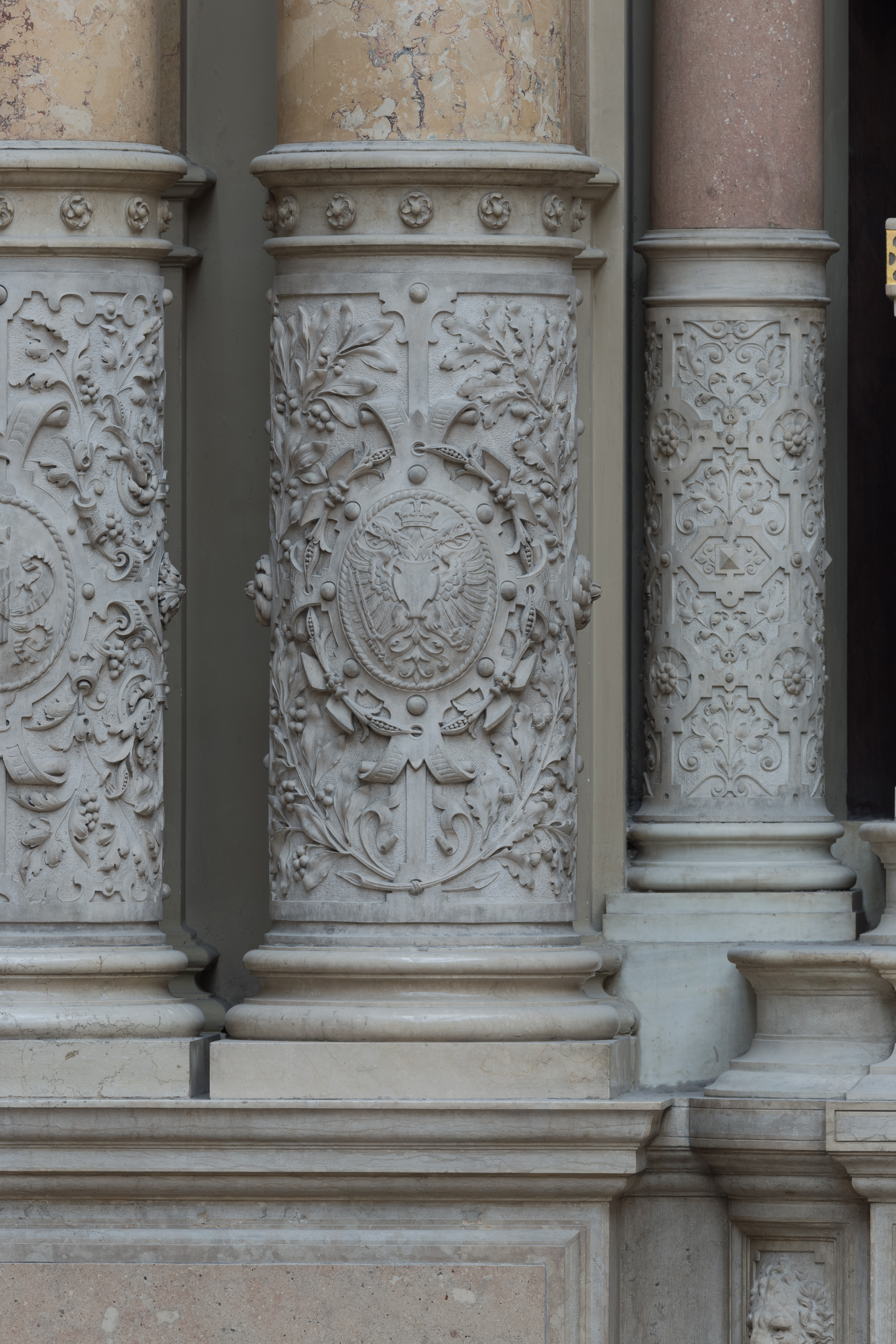
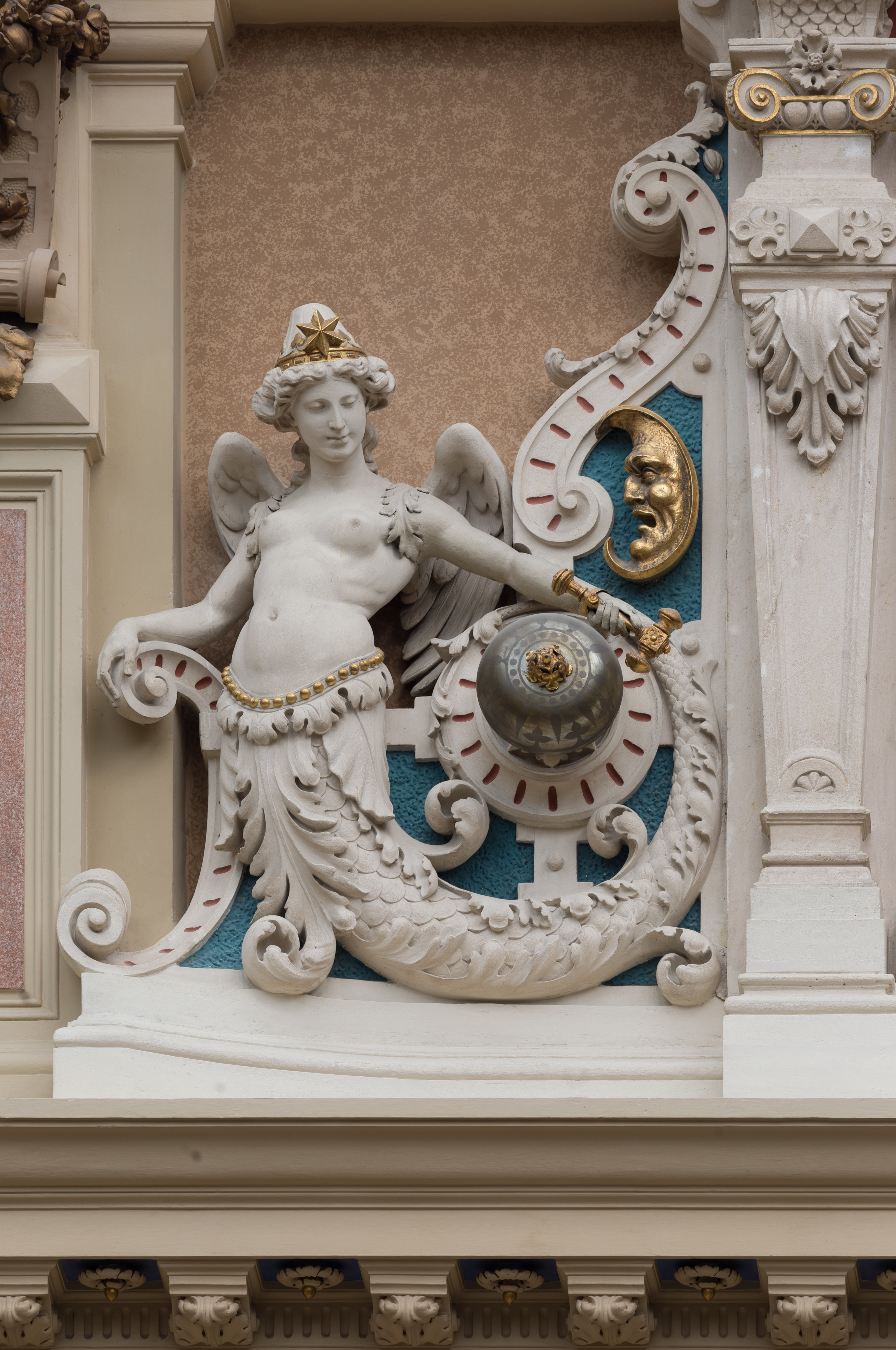
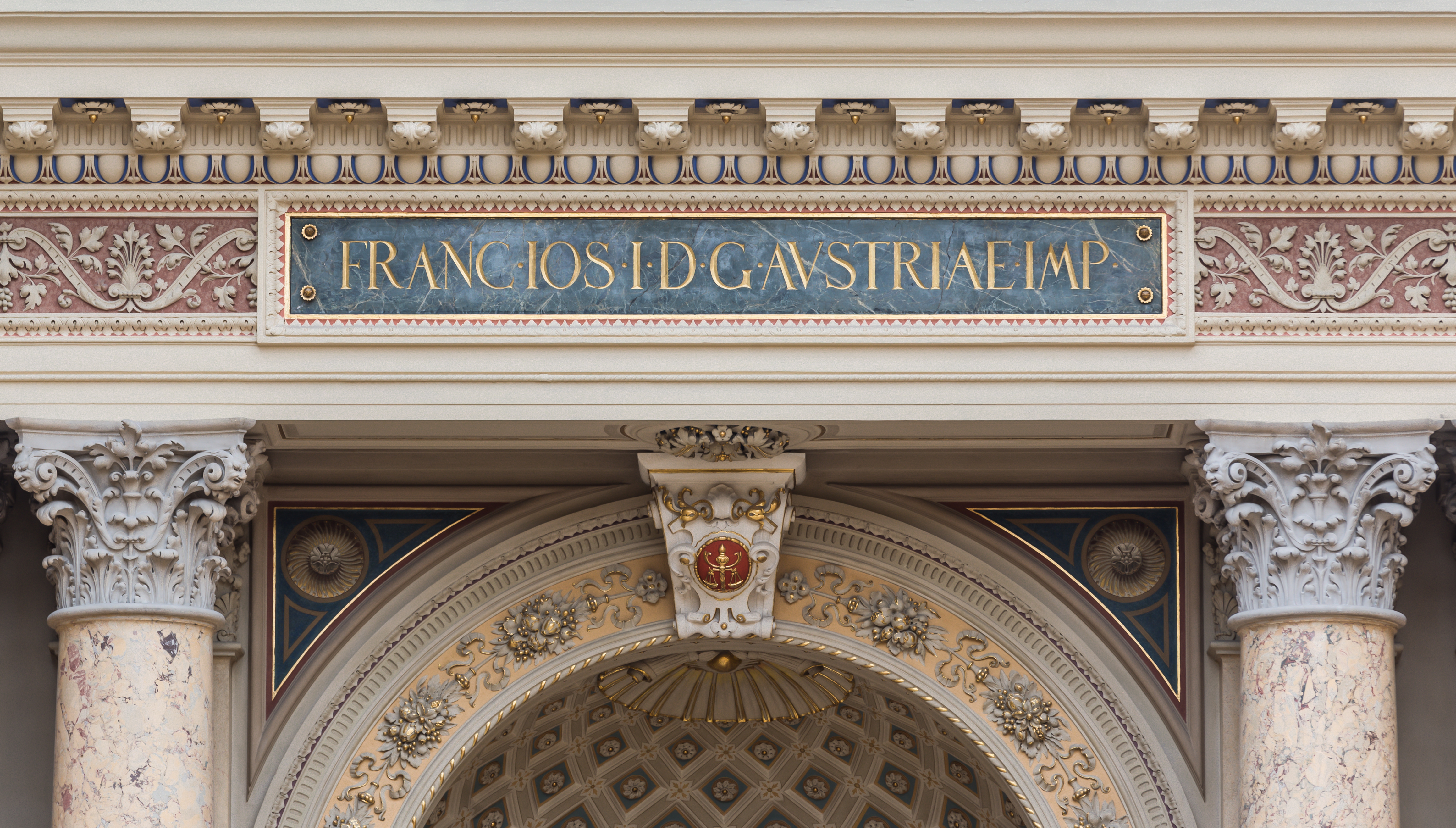

#### Otros espacios
Más allá del salón de actos, el edificio cuenta con otras salas de significado histórico. En la segunda planta, en el lado del Tribunal Supremo, se encuentra el Gran Vestíbulo (Großes Foyer), en cuya pared interior están grabados en mármol los nombres de todos los presidentes del Tribunal Supremo (que se siguen añadiendo conforme se vayan nominando nuevos).
También en la segunda planta, se encuentran las salas de audiencia del Tribunal Supremo, recreadas con gran fidelidad histórica. En las paredes frente a sus entradas hay placas con inscripciones en memoria de los antiguos presidentes del Tribunal Regional Superior de Viena.

## Los escudos representados
Los escudos incrustados en las enjutas de los arcos representan las entidades que formaban parte del Austria imperial, disueltas todas en 1918 con el desmembramiento del Imperio austrohúngaro, dando lugar a las distintas entidades territoriales de la actualidad.
| - Dalmacia - Carniola - Istria - Carintia - Silesia y Moravia - Bohemia - Galizia y Lodomeria - Alta Austria - Baja Austria - Tirol - Salzburgo - Estiria - Trieste - Bucovina |

- Dalmacia: La estrecha franja costera del mar Adriático ocupaba el rango de un reino dentro del Imperio austríaco. El escudo aparece por primera vez en 1438 representando el territorio homónimo dentro del Sacro Imperio Romano Germánico bajo Alberto II. Durante la época austrohúngara, formaba parte de la heráldica tanto de Cisleitania como de Transleitania, pues tanto húngaros como austríacos reclamaban esta zona para sí (actualmente, en su mayor parte territorio croata).
- Carniola: A partir de 1849 fue un ducado independiente dentro del Imperio, una región que hoy perteneciente a Eslovenia. Los colores de oro y plata del broche, en el pecho del águila, cambiaron una y otra vez durante la época de la monarquía dual por motivos de nacionalismo (esloveno), favores a los gobernadores locales y adaptaciones de diseño.
- Istria: El escudo de esta región histórica (hoy dividida entre Croacia, Eslovenia e Italia), en su mayoría peninsular, es el símbolo del Estado formado a partir de 1848 por el margraviato homónimo y los condados de Gorizia y de Gradiska. La ciudad imperial de Trieste está representada por su propio escudo.
- Carintia: El ducado de Carintia pertenecía a las tierras hereditarias de los Habsburgo desde 1335.
- Silesia y Moravia: Este escudo representa la unión conceptual de dos territorios, que dentro del Imperio austríaco constituían dos entidades separadas: la Silesia austríaca y el Margraviato de Moravia. Este concepto de territorio unido se ha perpetuado en la actual región checa de Moravia-Silesia.
- Bohemia: El Reino de Bohemia estaba vinculado a Austria desde la Alta Edad Media —aunque no de forma estable—, y desde 1526 ya permanentemente.
- Galizia y Lodomeria: El escudo de este reino, parte de los territorios de los Habsburgo, representa la unión de los dos principados medievales de Galizia y Lodomeria. Ambas tierras pasaron a Austria durante la primera partición de Polonia en 1772.
- Alta Austria: El escudo se atestigua por primera vez alrededor de 1390 y representa una combinación de los dos escudos de los Babenberg, por un lado el antiguo escudo del águila y por otro los nuevos colores Babenberg rojo-blanco-rojo.
- Baja Austria: El escudo de cinco águilas apareció por primera vez en los cristales de la abadía de Klosterneuburg en torno a 1330/50 y se interpretó como el escudo de armas del margrave Leopoldo, aunque durante su vida no hubo ningún escudo de armas. Sin embargo, en el monasterio se conservan trozos de una tela de seda azul con representaciones de pájaros dorados bordados, que se consideraban la túnica del santo.
- Tirol: El condado principesco pasó a manos de la Casa de Austria en 1335.
- Salzburgo: Este ducado fue tierra de la corona austríaca desde su fundación (1803), que es cuando se secularizó el Principado-arzobispado de Salzburgo, convirtiéndose en el Electorado de Salzburgo dentro del Sacro Imperio con título de Gran Ducado. Si bien menos de dos años después, con la desintegración del Sacro Imperio, el territorio, carente de títulos, fue anexionado al Archiducado de Alta Austria (parte del emergente Imperio austríaco). Después de las revoluciones de 1848, se separó de la Alta Austria convirtiéndose en un ducado propio de la corona austríaca. Tanto el ducado como el actual estado de Salzburgo han conservado el blasón del obispado medieval fundado en el siglo XIII a partir del ducado raíz de Baviera.
- Estiria: Este antiguo ducado (territorio compartido actualmente entre Austria y Eslovenia) fue creado por Federico I Barbarroja en 1180 a partir de la medieval Marca de Estiria. El color turquesa del fondo del blasón sustituye el sinople (verde) del escudo original.
- Trieste: La mayor ciudad portuaria de la monarquía imperial y real. Monarquía, había sido asediada por los vecinos Patriarcas de Aquilea y los venecianos desde la Edad Media, por lo que se sometió a la protección del Duque Leopoldo III y, por tanto, a la Casa de Austria ya en 1382. El gran auge económico comenzó con Carlos VI, que declaró a Trieste puerto libre en 1719.
- Bucovina: La región de Bucovina ya formaba parte de Austria en 1775, pero no fue elevada a ducado propio hasta 1849.

## En la cultura popular
La película suiza Cuatro en un jeep (en alemán: Die Vier im Jeep), de 1951, describe las dramáticas relaciones entre los ocupantes de un jeep en la época de las patrullas interaliadas. Los cuatro, todo sargentos representando las cuatro potencias ocupantes (aunque ya no aliadas en pleno comienzo de la Guerra Fría), se reúnen todas las mañanas en la plaza en frente del Palacio de la Justicia.